# UCI ProSeries 2020
De UCI ProSeries 2020 is de eerste editie van deze internationale wielercompetitie voor professionele renners georganiseerd door de UCI. Deze serie is het tweede niveau, onder de UCI World Tour en boven de UCI Continentale circuits.
Voor 2020 werden 57 koersen op de kalender opgenomen, 30 eendaagse wedstrijden (1.Pro, voorheen 1.HC) en 27 etappewedstrijden (2.Pro, voorheen 2.HC) waarvan 49 in Europa, vijf in Azië en drie in Amerika. De eerste wedstrijd, de Ronde van San Juan, ging op 26 januari van start. De laatste wedstrijd, de Japan Cup, is op 18 oktober.
De Ronde van Noorwegen werd geannuleerd vanwege financiële moeilijkheden. Vanwege het overlijden van Qaboes bin Said Al Said werd de Ronde van Oman geannuleerd. Een reeks van annuleringen volgde vanwege de nasleep van de uitbraak van het coronavirus in Wuhan. Een aantal wedstrijden werd verplaatst naar een latere datum, maar een groot aantal moest geannuleerd worden.

## Ploegen
Dit seizoen zijn er negentien Pro Teams.
| Ploeg                            | Land             | Renners | Fietsmerk        | UCI-Code | Sinds |
| -------------------------------- | ---------------- | ------- | ---------------- | -------- | ----- |
| Alpecin-Fenix                    | België           | 32      | Canyon           | APF      | 2009  |
| Androni Giocattoli-Sidermec      | Italië           | 23      | Bottecchia       | ANS      | 1981  |
| B&B Hotels-Vital Concept p/b KTM | Frankrijk        | 24      | KTM              | BVC      | 2018  |
| Bardiani-CSF-Faizanè             | Italië           | 20      | Guerciotti       | BCF      | 1982  |
| Bingoal-Wallonie Bruxelles       | België           | 20      | Ridley           | WVA      | 2011  |
| Burgos-BH                        | Spanje           | 20      | BH               | BBH      | 2008  |
| Caja Rural-Seguros RGA           | Spanje           | 25      | De Rosa          | CJR      | 2000  |
| Circus-Wanty-Gobert              | België           | 26      | Cube bikes       | CWG      | 2009  |
| Euskaltel-Euskadi                | Spanje           | 20      | Orbea            | FOR      | 2018  |
| Gazprom-RusVelo                  | Rusland          | 21      | Colnago          | GAZ      | 2012  |
| NIPPO DELKO One Provence         | Frankrijk        | 25      | LOOK             | NDP      | 2008  |
| Rally Cycling                    | Verenigde Staten | 18      | Felt             | RLY      | 2007  |
| Riwal Readynez Cycling Team      | Denemarken       | 20      | Pinarello        | RIW      | 2009  |
| Sport Vlaanderen-Baloise         | België           | 20      | Merckx           | SVB      | 2003  |
| Team Arkéa Samsic                | Frankrijk        | 30      | Canyon           | ARK      | 2005  |
| Team Novo Nordisk                | Verenigde Staten | 16      | Colnago          | TNN      | 2008  |
| Team Total Direct Energie        | Frankrijk        | 26      | Wilier Triestina | TDE      | 2000  |
| Uno-X Pro Cycling Team           | Noorwegen        | 23      | Dare             | UXT      | 2010  |
| Vini Zabù-KTM                    | Italië           | 26      | KTM              | THR      | 2009  |

## Kalender
| Datum                                          | Koers                       | Winnaar            | Winnaar               | Klassementsleider UCI-ranking | Ploegenklassement UCI-ranking |
| ---------------------------------------------- | --------------------------- | ------------------ | --------------------- | ----------------------------- | ----------------------------- |
| 26/01-02/02                                    | Ronde van San Juan          | Remco Evenepoel    | Deceuninck–Quick-Step | Mathieu Van der Poel          | Arkéa-Samsic                  |
| 05-09/02                                       | Ronde van Valencia          | Tadej Pogačar      | UAE Team Emirates     | Mathieu Van der Poel          | Arkéa-Samsic                  |
| 07-14/02                                       | Ronde van Langkawi          | Danilo Celano      | Team Sapura Cycling   | Mathieu Van der Poel          | Arkéa-Samsic                  |
| 13-16/02                                       | Ronde van de Provence       | Nairo Quintana     | Arkéa-Samsic          | Mathieu Van der Poel          | Arkéa-Samsic                  |
| 16/02                                          | Clásica de Almería          | Pascal Ackermann   | BORA-hansgrohe        | Mathieu Van der Poel          | Arkéa-Samsic                  |
| 16/02                                          | Trofeo Laigueglia           | Giulio Ciccone     | Italiaanse selectie   | Mathieu Van der Poel          | Arkéa-Samsic                  |
| 19-23/02                                       | Ruta del Sol                | Jakob Fuglsang     | Astana Pro Team       | Mathieu Van der Poel          | Arkéa-Samsic                  |
| 19-23/02                                       | Ronde van de Algarve        | Remco Evenepoel    | Deceuninck–Quick-Step | Mathieu Van der Poel          | Arkéa-Samsic                  |
| 29/02                                          | Faun-Ardèche Classic        | Rémi Cavagna       | Deceuninck–Quick-Step | Mathieu Van der Poel          | Arkéa-Samsic                  |
| 01/03                                          | Kuurne-Brussel-Kuurne       | Kasper Asgreen     | Deceuninck–Quick-Step | Mathieu Van der Poel          | Arkéa-Samsic                  |
| 01/03                                          | Royal Bernard Drôme Classic | Simon Clarke       | EF Education          | Mathieu Van der Poel          | Arkéa-Samsic                  |
| Geen wedstrijden in verband met coronapandemie |                             |                    |                       | Mathieu Van der Poel          | Arkéa-Samsic                  |
| 28/07-01/08                                    | Ronde van Burgos            | Remco Evenepoel    | Deceuninck–Quick-Step | Mathieu Van der Poel          | Arkéa-Samsic                  |
| 03/08                                          | Gran Trittico Lombardo      | Gorka Izagirre     | Astana Pro Team       | Mathieu Van der Poel          | Arkéa-Samsic                  |
| 05/08                                          | Milaan-Turijn               | Arnaud Démare      | Groupama-FDJ          | Nairo Quintana                | Arkéa-Samsic                  |
| 12/08                                          | Ronde van Piemonte          | George Bennett     | Jumbo-Visma           | Nairo Quintana                | Arkéa-Samsic                  |
| 15/08                                          | Dwars door het Hageland     | Jonas Rickaert     | Alpecin-Fenix         | Nairo Quintana                | Arkéa-Samsic                  |
| 18/08                                          | Ronde van Emilia            | Aleksandr Vlasov   | Astana Pro Team       | Mathieu Van der Poel          | Arkéa-Samsic                  |
| 16-19/08                                       | Ronde van Wallonië          | Arnaud Démare      | Groupama-FDJ          | Mathieu Van der Poel          | Arkéa-Samsic                  |
| 30/08                                          | Brussels Cycling Classic    | Tim Merlier        | Alpecin-Fenix         | Mathieu Van der Poel          | Arkéa-Samsic                  |
| 15-19/09                                       | Ronde van Luxemburg         | Diego Ulissi       | UAE Team Emirates     | Mathieu Van der Poel          | Arkéa-Samsic                  |
| 17/09                                          | Coppa Sabatini              | Dion Smith         | Mitchelton-Scott      | Mathieu Van der Poel          | Arkéa-Samsic                  |
| 07/10                                          | Brabantse Pijl              | Julian Alaphilippe | Deceuninck–Quick-Step | Mathieu Van der Poel          | Alpecin-Fenix                 |
| 11/10                                          | Parijs-Tours                | Casper Pedersen    | Team Sunweb           | Mathieu Van der Poel          | Alpecin-Fenix                 |
| 14/10                                          | Scheldeprijs                | Caleb Ewan         | Lotto Soudal          | Mathieu Van der Poel          | Alpecin-Fenix                 |